# Fuglefjella
Fuglefjella (o Fuglefjella Important Bird Area) è un tratto di 500 ettari di scogliere a Spitsbergen, l'isola più grande della Norvegia dell'arcipelago artico delle Svalbard. Le scogliere si innalzano dal livello del mare ad un'altezza di 470 m sul lato meridionale dell'ingresso dell'Isfjorden, circa 10 km a ovest del principale insediamento umano del territorio di Longyearbyen. È stata identificata come Important Bird and Biodiversity Area (IBA) da BirdLife International perché supporta circa 20.000 coppie riproduttive di diverse specie di uccelli marini.